# 8030 Williamknight
8030 Williamknight este un asteroid din centura principală de asteroizi.

## Descriere
8030 Williamknight este un asteroid din centura principală de asteroizi. A fost descoperit pe 29 septembrie 1991 la Siding Spring de Robert H. McNaught. Asteroidul prezintă o orbită caracterizată de o semiaxă mare de 3,23 ua, o excentricitate de 0,07 și o înclinație de 7,2° în raport cu ecliptica.